# 久富惟晴
久富 惟晴（ひさとみ これはる、1935年3月13日 - 2015年2月11日）は、日本の俳優・声優。東京府出身。

## 来歴
武蔵大学卒業。NHKテレビ俳優養成所1期生、劇団三十人会代表。BMGメイクII（メイクIIハセガワルーム）、柊企画、宝塚企画、テラクリエイティブ、サンプロモーション、コスモプロジェクトに所属していた。
NHKの俳優養成所第1期生で、専属俳優として多くのNHK作品に出演した後、劇団三十人会の結成に参加し、運営委員長を務める。初期の大河ドラマにおける常連俳優の一人だった。
1960年代後半からは映画や民放にも活動の場を広げ、時代劇、刑事ドラマ、2時間ドラマなどでは主に二枚目の知性派悪役を演じた。ラジオドラマ、洋画吹き替えなどで声優としても活動。『ボルサリーノ』『パリは燃えているか』など日本テレビ系列の吹替でアラン・ドロンの声を数多く担当した。
2015年死去。79歳没。

## 人物
特技は乗馬。

## 出演作品（俳優）

### テレビドラマ
- 朝の連続テレビ小説 / 娘と私（1961年 - 1962年、NHK） - 鍋島
- 大河ドラマ（NHK）
  - 花の生涯（1963年） - 星野新蔵
  - 源義経（1966年） - 平重衡
  - 竜馬がゆく（1968年） - 三岡八郎
  - 天と地と（1969年） - 金津伊豆守
  - 樅ノ木は残った（1970年） - 黒田玄四郎
  - 花神（1977年） - 大隈八太郎
  - 徳川家康（1983年） - 渡辺内蔵助
  - 春の波涛（1985年） - 尾上菊五郎
  - 独眼竜政宗（1987年） - 上郡山仲為
  - 八代将軍吉宗（1995年） - 阿部正武
  - 毛利元就（1997年） - 細川隆是
  - 元禄繚乱（1999年） - 脇坂淡路守
- 東京バイパス指令 第20話「コール・ガール」（1968年、NTV / 東宝）
- キイハンター（1969年、TBS / 東映）
  - 第55話「底抜け探偵　街を行く」
  - 第59話「車椅子の男」 - 志賀
- プレイガール （12ch / 東映）
  - 第8話「悪魔は女のどこに棲む」（1969年） - 中原
  - 第180話「女は土壇場で勝負する」（1972年） - 本田
- ブラックチェンバー 第2話「殺し屋を消せ」（1969年、フジテレビ / 東映）
- 特命捜査室 第10話「女とギャングとマシンガン」（1969年、フジテレビ / 東映）
- ゴールドアイ 第3話「暗殺者は女を狙う」（1970年、日本テレビ / 東映） - 辻村哲也
- 愛の劇場 / 女の河（1971年、TBS）
- 特別機動捜査隊（NET / 東映）
  - 第518話「わが道を行く」（1971年） - 哲也
  - 第556話「若い男と女の坂道」（1972年） - 西野
  - 第561話「ある警察官」（1972年） - 片桐
  - 第576話「悪夢」（1972年）
  - 第583話「初笑いトバッチリ三船班」（1973年） - 川崎
- ザ・ガードマン（1971年、TBS / 大映テレビ）
  - 第339話「追い出された花嫁は復讐する」 - 村田
  - 第347話「すごーい奥さんの飛行機爆破作戦」
- 忍法かげろう斬り 第18話「略奪された姫君」 （1972年、KTV / 東映） - 陣内兵馬
- 荒野の素浪人 第22話「待ち伏せ 国境い夜叉神峠」（1972年、NET / 三船プロ） - 塚越恭一郎
- 火曜日の女シリーズ / 山峡の章（1972年、NTV） - 堀沢英夫
- シークレット部隊 第20話「暑い夜! 教師と生徒の狂った戦い」（1972年、TBS / 大映テレビ）
- 木枯し紋次郎 第2シーズン 第3話「水車は夕映えに軋んだ」（1972年、CX / C.A.L）
- 恐怖劇場アンバランス 第9話「死体置場（モルグ）の殺人者」（1973年、CX / 円谷プロ） - 水上
- 子連れ狼（NTV / ユニオン映画）
  - 第1部 第19話「半畳壱畳弐合半」（1973年） - 多々良玄蕃
  - 第2部 第26話「鞘香」（1974年） - 野村小太
  - 第3部 第14話「嘉祥兇兆」 - 第16話「燎原の火」（1976年） - 榊田甚内
- 太陽にほえろ! （NTV / 東宝）
  - 第42話「知らない街で…」（1973年） - 新谷裕二（北和泉署捜査係長）
  - 第197話「ペスト」（1976年） - 北野教授
  - 第263話「罠」（1977年） - 西尾功次
  - 第313話「真夏の悪夢」（1978年） - 大北課長
  - 第341話「同期生」（1979年） - 八坂刑事
  - 第382話「甘ったれ」（1979年） - 沢村祐一
  - 第499話「こわれた時計」（1982年） - 杉下
  - 第671話「野獣」（1985年） - 小松亮二
  - 第710話「殺意との対決・橘警部」（1986年） - 大竹フード専務
- 遠山の金さん捕物帳 第166話 「仇花を咲かせた男」（1973年、NET / 東映） - 角次
- ザ・ボディガード 第19話「葬いの鐘の鳴る街-番港」、第20話「愛の散る街-マカオ」（1974年、NET / 東映） - 高村正一
- 赤い迷路（1974年、TBS / 大映テレビ）
- 大岡越前（TBS / C.A.L）
  - 第4部 第1話（1974年10月7日） - 早瀬主水  ※久富雅晴名義
  - 第7部 第24話「悪魔が狙った江戸小町」（1983年10月3日） - 寄居伝七郎
  - 第11部 第13話「南蛮お化け屋敷の謎」（1990年7月16日） - 岡部主膳
  - 第13部 第24話「伊織を狙う狐面の女」（1993年4月26日） - 脇坂玄斉
- 右門捕物帖 第44話「炎の罠」（1975年、NET / 東映）
- 影同心II 第9話「山茶花一輪武士の首」（1975年、MBS / 東映） - 義助
- 俺たちの勲章 第13話「誘拐」（1975年、NTV / 東宝） - 信濃警察捜査課長
- 燃える捜査網 第6話「十番目の黒い影」（1975年、NET / 東映） - 相西金融社長
- 大江戸捜査網（12ch→TX / 三船プロ）
  - 第198話「地下に眠る美女」（1975年） - 伊勢屋新兵衛
  - 第210話「燃える屍」（1975年） - 尾形竹庵
  - 第262話「隠密同心お吉 銃弾に泣く」（1976年） - 新吉
  - 第286話「張り込み!」（1977年） - 新助
  - 第321話「初春雪どけを待つ女」（1978年） - 島田右近
  - 第386話「幼女が裁いた赤い罠」（1979年） - 銭屋清兵衛（鬼火の清兵衛・清之助）
  - 第495話「闇を裂く十手」（1981年） - 大曽根頼母
  - 第528話「易者は殺しの暗号」（1982年） - 大庭源之進（大庭源斉）
  - 第564話「新登場 炎のおんな隠密」（1982年） - 戸田肥後守
  - 第610話「妹慕情 怒りのまむし剣法」（1983年） - 丹羽弾正
  - 新 大江戸捜査網 第2話「走れ炎のごとく新隠密軍団」（1984年、ヴァンフィル） - 黒岩兵部
  - 平成版 第1シリーズ 第3話「神隠し! 悲しい母子の秘密」（1990年、Gカンパニー） - 山城丹波
- 遠山の金さん（NET / 東映）
  - 第2話「迷路に追い込め!!」（1975年） - 山名三左衛門
  - 第89話「呼びとめた女」（1977年） - 安藤主膳
- Gメン'75（TBS / 東映）
  - 第22話「警視庁殺人課」（1975年） - 乾課長
  - 第55話「Gメンの首」（1976年） - 寺田警部
  - 第161話「嘘つき警官」（1978年） - 杉村健一
  - 第247話「午前0時の漂流死体」（1980年） - 内村進一警部
  - 第259話「銭湯帰りのOL殺人事件」（1980年） - 北川警部
  - 第283話「オホーツク海の幽霊船」（1981年） - 国防省警務部長
  - 第302話「露天風呂に浮かんだ白い死体」（1981年） - 川野課長
- 非情のライセンス（NET / 東映）
  - 第2シリーズ 第84話「兇悪の死刑執行人」（1976年） - 今井誠一
  - 第3シリーズ 第4話「兇悪の女医・ささやく鍵」（1980年） - 坂口医師
- 破れ傘刀舟悪人狩り 第77話「十二万石の命」（1976年、NET / 三船プロ） - 上田要之進
- 隠し目付参上 第19話「きらめく潮に海女は濡れたか」（1976年、MBS / 三船プロ） - 与助
- 江戸の旋風シリーズ（CX / 東宝）
  - 同心部屋御用帳 江戸の旋風II 第27話「新吾有情」（1976年)
  - 同心部屋御用帳 江戸の旋風IV
    - 第7話「剣と千羽鶴」（1978年） - 早瀬喬一郎
    - 第26話「さむらいの挽歌」（1979年） - 沼田
- 夫婦旅日記 さらば浪人 第20話「神かくしの村」（1976年、CX / 勝プロ）
- 水戸黄門（TBS / C.A.L）
  - 第6部 第27話「箱根の山は天下の嶮 ‐箱根‐」（1975年9月29日） - 佐倉安兵衛
  - 第7部 第11話「津軽こぎん -弘前-」（1976年8月2日） - 嶋田達之介
  - 第8部 第12話「掏ってしまった仇討免状 -松阪-」（1977年10月3日） - 大野木五平太
  - 第9部（1978年）
    - 第6話「恐怖の標的 -一ノ関-」 - 戸塚
    - 第19話「仇討ち笹りんどう -中津川-」 - 矢吹伊十郎

  - 第10部 第23話「めざす敵はお殿様 -高遠-」（1980年1月21日） - 兵頭伝八郎
  - 第15部（1985年）
    - 第27話「殿様騙した親不孝者 -大垣-」 - 田崎主計
    - 第38話「父と呼ばれた格之進 -大宮-」 - 堀井兵庫

  - 第16部 第14話「銃が知ってた血染めの罠 -彦根-」（1986年7月28日） - 兵藤玄蕃
  - 第18部 第22話「祇園太鼓で悪退治 -小倉-」（1989年2月13日） - 梶原左平次
  - 第20部
    - 第7話「怨みを買った女医師 -桑名-」（1990年12月17日） - 大原総右衛門
    - 第12話「悪を糺す阿波踊り -徳島-」（1991年1月28日） - 樫田大膳
    - 第34話「天誅! 謎の虚無僧 -富山-」（1991年7月1日） - 内藤武太夫

  - 第21部 第17話「御老公の助っ人仁義 -丸亀-」（1992年7月27日） - 梶山外記
  - 第22部
    - 第2話「旅のはじめの鬼退治 -佐倉-」（1993年5月24日） - 大貫庄太夫
    - 第34話「大黒様を笑わせた男 -日光-」（1994年1月10日） - 殿村剛輔

  - 第23部
    - 第13話「姫様狙う悪の罠 -福井-」（1994年10月31日） - 倉田与太夫
    - 第26話「悪が群がる山鹿灯籠 -山鹿-」（1995年2月6日） - 北島帯刀

  - 第24部
    - 第8話「謎の美剣士! 紅夜叉 -岡山-」（1995年11月6日） - 沼尻丹波
    - 第22話「冤罪晴らす復讐の刃 -敦賀-」（1996年2月19日） - 島村内膳
    - 第36話「嫁を認めた天明茶釜 -佐野-」（1996年6月3日） - 大原玄蔵

  - 第25部 第4話「漉いて好かれた三島暦 -三島-」（1997年1月13日） - 妹尾左馬之介
- 桃太郎侍（NTV / 東映）
  - 第33話「のれん分け油地獄」（1977年） - 富三
  - 第79話「女を変える化粧水」（1978年） - 脇坂帯刀
  - 第163話「甘い餌には罠がある」（1979年） - 花川戸の繁蔵
  - 第186話「つばめの子育て日記」（1980年） - 永井信濃守
  - 第219話「悪ガキ塾の桃太郎」（1980年） - 倉田頼母
  - 第235話「海路はるばる喧嘩旅」（1981年） - 石田刑部
- 特捜最前線（ANB / 東映）
  - 第17話「爆破60分前の女」（1977年） - 柳沢
  - 第26話「娘よ! 父の罪を赦せ」（1977年）
  - 第62話「ラジコン爆弾を背負った刑事!」（1978年） - 警視庁SP課長
  - 第331話「小さな紙吹雪の叫び!」（1983年）
- 破れ奉行 第11話「地獄の仕掛花火」（1977年、ANB / 中村プロ） - 戸叶兵馬
- 人形佐七捕物帳 第14話「朝泳ぐ女」（1977年、ANB / 東映） - 茂左衛門
- 華麗なる刑事 第26話「弟よ…」（1977年、CX / 東宝） - 山根
- 新五捕物帳（NTV / ユニオン映画）
  - 第34話「おりつの縁談」（1978年）
  - 第138話「ひとり泪の寒雀」（1981年） - 青戸屋徳右衛門
- 土曜ワイド劇場（ANB）
  - 大東京四谷怪談（1978年）
  - 三毛猫ホームズの推理（1979年） - 富田
  - 処刑教師（1984年9月29日）
  - 密会の宿(7)「女たちの殺人慰安旅行」（1992年） - 川岸哲司
  - 美人OL殺し（1994年） - 沢村宏介
  - 温泉若おかみの殺人推理(6)「死体が嘘をついた理由」（1997年） - 田代警部
  - 家政婦は見た!(21)「大財閥デパート王の表と裏の二つの顔!」（2003年、大映テレビ）
  - 車椅子の弁護士・水島威(10)「死体と寝た女検事!」（2004年） - 兵藤栄
  - おばはん刑事!流石姫子(9)「殉職!!横浜港-安房鴨川温泉時間差365分」（2006年、テレパック）
- 大空港 第8話「空からの殺人者」（1978年、CX / 松竹） - 村川刑事
- 銭形平次（CX / 東映）
  - 第657話「貧しき者に幸いを」（1979年） - 野崎敬吾
  - 第757話「見かえり坂慕情」（1981年） - 栄次郎
  - 第850話「死者は夜歩く」（1983年）　- 伊東屋
  - 第860話「犯人は万七」（1983年） - 相良半兵ヱ
- 鉄道公安官 第9話「車窓に消えた目撃者」（1979年、ANB / 東映） - 軍司
- そば屋梅吉捕物帳 第7話「情無用の帰り船」（1979年、12ch / 国際放映） - 坂崎主水
- 騎馬奉行 第8話「処女の背中に彫った秘密」（1979年、KTV / 東映）
- 探偵物語 第10話「夜の仮面」（1979年、NTV / 東映ビデオ） - 石堂良二
- ザ・スーパーガール 第37話「夜の処刑台 レイプされた女刑事」（1979年、12ch / 東映） - 警視庁麻薬課・沢田課長
- 大激闘マッドポリス'80 第3話「狙撃者を撃て」（1980年、NTV / 東映） - 検事
- 傑作推理劇場 / 森村誠一の魔少年 （1980年、ANB / 東映)
- 大捜査線　第21話「哀しみの一弾」（1980年、CX / ユニオン映画）
- 服部半蔵 影の軍団（KTV、東映）
  - 服部半蔵 影の軍団　第23話「赤い蛇の目は死の宣告」（1980年）- 仁斉
  - 影の軍団II 第13話「人妻は影におびえる!」（1981年）-大黒屋惣兵衛
- 熱中時代 先生編 第2シリーズ 第18話「マムシ・イモ掘り・テレビ局」（1980年、NTV / ユニオン映画） - 国岡
- 旅がらす事件帖 第13話「野辺の送りの鬼太鼓」（1980年、KTV / 国際放映） - 奥州屋清七
- 警視庁殺人課 第18話「ハイウェイ殺人事件 謎の運び屋」（1981年、ANB / 東映） - 相良刑事
- ザ・ハングマンシリーズ（ABC / 松竹芸能）
  - ザ・ハングマン 燃える事件簿 第8話「血染めのブランド」（1981年） - 今村久雄（亜里亜企画部長）
  - 新ハングマン 第21話「復讐する女の標的は黒いミサイル」（1984年） - 田所社長（三ツ星商事）
  - ザ・ハングマン4 第2話「女子留学生が麻薬を運ばされる!」（1984年） - 宮坂清次（弁護士）
  - ザ・ハングマンV 第2話「警官が流れ弾でOL殺し!?」（1986年） - 三杉和雄（FE商事社長）
  - ザ・ハングマン6 第14話「マルサも驚く脱税金強盗団!」（1987年） - 岩清水政彦（税理士）
- 振り袖御免 江戸芙蓉堂医館（1981年、CX / 東宝） - 原弥十郎
- 遠山の金さん (TX / ヴァンフィル）
  - パート1 第2話「大追跡! 消えた大砲」（1982年) - 大村甚内
  - パート2 第42話「遠山奉行最後のお裁き!」（1986年) - 立花右京
- 噂の刑事トミーとマツ 第2シリーズ（1982年、TBS / 大映テレビ）
  - 第14話「危うし裸少女! トミー必殺の投げ皿」 - 山岸
  - 第32話「倒せ殺人空手! トミーの延ズイ蹴り」 - 大島
- 暁に斬る! 第5話「医者が差し出す女体御供」（1982年、KTV / 三船プロ）
- 暴れん坊将軍（ANB / 東映）
  - 吉宗評判記 暴れん坊将軍 第195話「磯の香りはおっかあの味」（1982年） - 桑田孫七郎
  - 暴れん坊将軍II
    - 第20話「花札地獄の甘い罠」（1983年） - 浜村伊十郎
    - 第148話「惚れた病いを治す酒!」（1986年） - 松浦主水正

  - 暴れん坊将軍III
    - 第50話「初富士の花嫁 吉宗の禁じられた恋!」（TVスペシャル、1989年） - 安西対馬
    - 第77話「おんな盗賊、狙われた名奉行」（1989年） - 奥平内膳正
    - 第95話「狙われた四人の目撃者!」（1990年） - 野口安房守弼長
    - 第120話「地獄へ道連れ! 美女と将軍」（1990年） - 小笠原監物

  - 暴れん坊将軍IV
    - 第16話「女賞金稼ぎ、江戸を斬る!」（1991年） - 保科弾正
    - 第30話「紀州の海鳴りおやこ波」（1991年） - 朝倉玄蕃頭
    - 第46話「男一匹! め組の紋次郎が燃えた!!」（1992年） - 大貫主膳
    - 第72話「お見事、上様の恋指南!」（1992年） - 有馬大学頭

  - 暴れん坊将軍V（1993年）
    - 第5話「盗賊は炎の中に消えた」 - 大岩甚五郎
    - 第28話「子連れ芸者の挑戦」 - 茅島備前守

  - 暴れん坊将軍VI 第24話「剣難女難の恋指南」（1995年） - 鏑木采女
  - 暴れん坊将軍VII 第10話「夢で拾った百両」（1996年） - 有馬大学
  - 暴れん坊将軍VIII 第8話「怒りの吉宗 棺おけの中の策略」（1997年） - 山城屋源兵衛
  - 暴れん坊将軍X 第6話「大嘘つきの美女!愛を試した裏帳簿」（2000年） - 黒田主計亮
- 3年B組貫八先生（1982年、TBS）
- 源九郎旅日記 葵の暴れん坊（ANB / 東映）
  - 第26話「月に帰った三度笠」（1982年） - 梶原庄太夫
  - 第41話「はばたけ! あの雲の彼方へ!」（1983年） - 土井但馬守
- おゆう（1983年、TBS） - 木村祐輔
- 柳生十兵衛あばれ旅 第19話「血の山の子守唄」（1983年、ANB / 東映） - 設楽次太郎
- 松平右近事件帳 （1982-83年、NTV / ユニオン映画） 
  - 第26話「お銀哀歌」- 石出帯刀
  - 第50話「闇に咲く花 なみだ花」- 相川屋
- 乾いて候 （1983年、CX / 東映） - 間部詮房
- 木曜ファミリーワイド / 松本清張の蒼い描点（1983年、CX / 大映テレビ） - 田倉義造
- 金曜ファミリーワイド / 松本清張の地の骨（1984年、CX / 大映テレビ） - 吉永教授
- 長七郎江戸日記（NTV / ユニオン映画）
  - 第1シリーズ 
    - 第29話「黄色いカラス」（1984年） - 朝倉要之進
    - 第69話「老盗の心意気」（1985年） - 塚原将監

  - 第3シリーズ 
    - 第16話「雪女は恋に死ぬ」（1991年） - 鬼火の百蔵
    - 第32話「少年は叫ぶ!」（1991年） - 博多屋忠左衛門
- 流れ星佐吉 第9話「大揺れの女心」（1984年、KTV / 松竹）
- 宮本武蔵（1984年 - 1985年、NHK 新大型時代劇） - 木村助九郎
- 真夜中の匂い（1984年、CX） - 宮内孝雄
- 真田太平記（1985年、NHK） - 長宗我部盛親
- 金曜女のドラマスペシャル / 松本清張の黒い画集・紐（1985年、CX / 大映テレビ）
- スタア誕生（1985年、CX / 大映テレビ）
- 黒真珠の美女 江戸川乱歩の「心理試験」（1985年、ANB / 松竹） - 北原教授
- 女優競演サスペンス「タフガイが死んだ日」（1987年、KTV / 松竹）
- 江戸を斬るVII 第12話「裏切り盗っ人仁義」（1987年、TBS / C.A.L） - 荒谷勘兵衛
- 若大将天下ご免! 第14話「見知らぬ父の城で泣け!」（1987年、ANB / 東映） - 武蔵屋吉兵衛
- ジャングル 第21話「あいつの素顔」（1987年、NTV / 東宝）
- 三匹が斬る! シリーズ（ANB / 東映）
  - 三匹が斬る! 第1話「十萬両! ここが名代の浮世風呂」（1987年） - 荒巻
  - 続・三匹が斬る!（1989年）
    - 第10話「浜千鳥、幻の父恋しオルゴール」 - 遠州屋徳兵衛
    - 第16話「名物の、喧嘩団子が結ぶ恋」 - 桜井重兵衛

  - 続続・三匹が斬る! 第5話「謎の邪馬台国! 王冠を守る霊感美女」（1990年） - 俵崎源三郎
  - また又・三匹が斬る! 第13話「鬼っ子が、母と慕うはいかさま女」（1991年） - 安藤帯刀
- 大都会25時（1987年、ANB / 東映） - 千草署署長
- 仮面ライダーBLACK（MBS / 東映） - 坂田龍三郎（代議士）
  - 第2話「怪人パーティー」（1987年）
  - 第6話「秘密透視のなぞ」（1987年）
  - 第8話「悪魔のトリル」（1987年）
  - 第38話「謎!? EP党少年隊」（1988年）
- 徳川家康（1988年、TBS / 東映） - 柴田勝家
- 名奉行 遠山の金さんシリーズ（ANB / 東映）
  - 第1シリーズ 第17話「噂におびえる少女」（1988年） - 高木守正
  - 第2シリーズ 第15話「美女誘拐!悪事が匂う蔵の中」（1989年） - 小池重房
  - 第3シリーズ 
    - 第10話「お目付桜の子守歌」（1990年） - 尾張屋徳兵衛
    - SP4「美女の陰謀! 関八州あばれ旅」（1990年） - 大島内膳

  - 第4シリーズ 第26話「ニセ鼠小僧が覗いた完全犯罪」（1992年） - 赤江図書頭
  - 第5シリーズ 
    - 第8話「白い肌に溺れた与力」（1993年） - 妙玄
    - 第19話「大奥に消えた殺人者」（1993年） - 高田屋治兵衛

  - 第6シリーズ 第3話「遠山桜と御落胤」（1994年） - 黒田刑部
  - 第7シリーズ 第11話「二昼夜の自由切腹賭けた初恋」（1995年） - 湊屋平蔵
  - 遠山の金さんVS女ねずみ 第9話「密室の死美人・謎の出合茶屋」（1997年） - 藤森右衛門
  - 金さんVS女ねずみ 第22話「危うし勘平! 殺しの獅子舞」（1998年） - 丸屋市蔵
- 風雲! 真田幸村（1989年、TX / 東映） - 伊達政宗
- 宮本武蔵（1990年、TX）- 柳生但馬
- 源義経（1990年、TBS / 東映）
- 勝手にしやがれヘイ!ブラザー 第17話（1990年、NTV / セントラル・アーツ）
- 将軍家光忍び旅（1990-93年、テレビ朝日）
  - 第1シリーズ 第12話「大井川、決死の関所破り!」- 角間陣兵衛
  - 第2シリーズ 第8話「鬼の涙か? 木曽福島に光る水晶」- 間壁織部正
- お江戸捕物日記 照姫七変化 第7話「三匹の暴走旗本」（1991年、CX / 東映） - 久々江刑部
- 必殺仕事人・激突! 第3話「水戸黄門の印篭」（1991年、ABC / 松竹） - 辺見瀬平
- 桃太郎侍（テレビ朝日版）第1話「桃太郎侍 狙われた将軍の首 帰って来た桃太郎、小田原－江戸－日光で怒りの鬼退治!」（1992年）
- 八百八町夢日記 第2シリーズ 第17話「暗闘」（1992年、NTV / ユニオン映画） - 西海屋久兵衛
- 刑事貴族2 第32話「五万分の一」（1992年、NTV / 東宝）- 小野田豊
- はぐれ刑事純情派 第5シリーズ 第17話「マンション入居騒動に巻き込まれた女」（1992年、ANB / 東映） ‐ 尾形専務
- 大空港'92 第8話「ニューヨーク便に乗り遅れた女! 帰国子女の殺意」（1992年、ANB / CUC）
- 俺たちルーキーコップ 第9話「大混戦」（1992年、TBS / セントラル・アーツ）
- 半七捕物帳 第14話「折り鶴の女」（1993年、NTV / ユニオン映画） - 駿河屋
- 火曜サスペンス劇場
  - 「刑事・鬼貫八郎4」（1994年） - 川俣検事
  - 「女弁護士 高林鮎子17」（1995年） - 滝口警部補
  - 「警視庁鑑識班15」（2002年） - 安西尚彦
- 殿さま風来坊隠れ旅 第14話「女剣豪・赤頭巾ちゃんの冒険」（1994年、ANB / 東映） - 井関大和守
- 姫将軍大あばれ 第8話「情けの離縁状」（1995年、TX） - 黒木兵郎
- 水戸黄門外伝 かげろう忍法帖 第3話「闇に蝶が舞う -津和野-」（1995年、TBS / C.A.L） - 野呂竜造
- 銭形平次 第5シリーズ 第2話「招かれざる客」（1995年、CX） - 秋田屋
- あばれ医者嵐山 第8話「おもかげ」（1995年、TX / ユニオン映画） - 筏屋綱五郎
- 江戸の用心棒II 第4話「人情子連れ芸者」（1995年、NTV / ユニオン映画） - 浮田伊賀守
- 御家人斬九郎 第2シリーズ 第1話「初春火の用心 (スペシャル)」（1997年） - 浦田屋幸兵衛
- 土曜ドラマ（NHK）
  - 女たちの帝国（1997年）
- 電磁戦隊メガレンジャー 第36話「はばたけ! 宇宙に舞う希望の翼」（1997年、ANB / 東映エージェンシー） - I.N.E.T. 来島副総監
- 週末婚（1999年、TBS）
- 月曜ミステリー劇場 / おばさん会長・紫の犯罪清掃日記 ゴミは殺しを知っている（2000年、TBS）
- お見合い結婚 第7話（2000年） - 支社長
- ルーキー! 第9話「死体がない!! 密室殺人の謎」（2001年、KTV）
- 相棒 season1「右京撃たれる〜特命係15年目の真実」（2002年、ANB） - 警察庁長官
- CHANGE（2008年） - 小松崎和也

### 映画
- 女めくら 花と牙（1968年、松竹） - 北見健介
- 新幹線大爆破（1975年、東映） - 広田刑事
- 君よ憤怒の河を渉れ（1976年、松竹） - 新宿署々長
- 高校大パニック（1978年、狂映舎 - にっかつ） - 伊原修
- 病院坂の首縊りの家（1979年、東宝） - 五十嵐猛蔵
- チーちゃんごめんね（1984年、東宝） - 木村医師
- REFLECTION 呪縛の絆（2002年、H.m.p） - 時田修造

### オリジナルビデオ
- 制覇（1999年、大映） - 大西
- 極道三国志3 血染めの九州死闘篇（1999年、東映ビデオ） - 芝浦信一
- 修羅のみち4 北九州代理戦争（2002年、東映ビデオ） - 染谷英一郎

## 出演作品（声優）

### 吹き替え

#### 俳優
- アラン・ドロン
  - 栗色のマッドレー（ジュリアン）
  - ジュリアン（ジュリアン）
  - ボルサリーノ（ロッコ・シフレディ）
  - ボルサリーノ2（ロッコ・シフレディ）
  - 燃えつきた納屋（ラルシェ）
  - リスボン特急（エドゥアール・コールマン）
  - ル・ジタン（ジタン / ユーゴ・セナール）

#### 洋画
- 悪魔のはらわた（ニコラス〈ジョー・ダレッサンドロ〉）
- 明日に向って撃て!（ザ・サンダンス・キッド〈ロバート・レッドフォード〉）
- 最後の航海（クリフ・ヘンダーソン〈ロバート・スタック〉） ※日本テレビ版
- ザ・シャーク（ケイン〈バート・レイノルズ〉）
- 北極の基地/潜航大作戦（ファラデイ艦長〈ロック・ハドソン〉）
- ポリネシアの伝説 ～少年は海を渡る～（ジョージ・ハナレ）

#### ドラマ
- ER緊急救命室シーズン9・12（マーティ・クライン〈クリストファー・グローヴ〉）
- わが道を行く(トム・コルウェル〈ディック・ヨーク〉)
- ザ・ホワイトハウス（ブルーノ・ジアネッリ / バートレット大統領再選運動顧問〈ロン・シルヴァー〉）
- 探偵キャノン #15（ラッキー・フェリス〈ダニエル・J・トラバンティ〉）

### 人形劇
- 宇宙船シリカ（1960年 - 1962年、NHK）

### テレビアニメ
- 少年忍者 風のフジ丸（1964年 - 1965年、東映動画）

### ラジオドラマ
- 愛の街から（1977年 - 1981年、FM東京）
- 青春アドベンチャー「太陽の簒奪者」（2006年、NHK-FM）